# Ericeia fraterna
Ericeia fraterna är en fjärilsart som beskrevs av Moore 1885. Ericeia fraterna ingår i släktet Ericeia och familjen nattflyn. Inga underarter finns listade i Catalogue of Life.